# АЕЦ Йеонгланг
АЕЦ „Йеонгланг“ е голяма ядрена централа в Южна Корея. Централата е с капацитет 5875 MW, което я прави петата най-голяма атомна електроцентрала в света.
Има един реактор от 947 MW, един от 953 MW, един от 988 MW, един от 994 MW един от 996 MW и един от 997 MW. Реактори I и II са открити през 1986, III реактор през 1994, IV през 1995, V през 2001 и VI през 2002.